# Пахор, Борис
Борис Пахор (словен. Boris Pahor; 26 августа 1913[…], Триест — 30 мая 2022[…], Триест) — словенский писатель, представитель словенского меньшинства в Италии.

## Биография

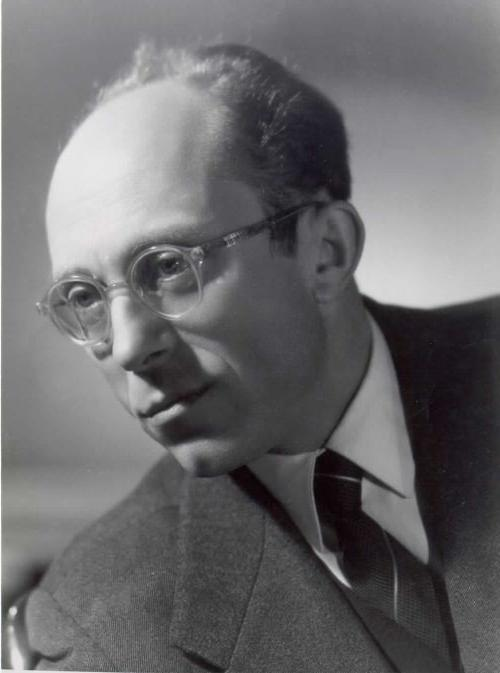
Борис Пахор в 1958 году

После аннексии Триеста Италией (1918) присутствовал при сожжении фашистами Дома словенской культуры в 1920 году, в городе было запрещено преподавание словенского языка. Пахор учился в Каподистрии (Копер) и Гориции. В 1940 году был призван в армию фашистской Италии и отправлен воевать в Ливию, но в 1941 году возвращён в Ломбардию в качестве военного переводчика.
Вскоре после перемирия Италии с союзниками в 1943 году смог вернуться домой в Триест, где вступил в партизанскую югославскую армию, в 1944 году арестован югославскими коллаборационистами, четырнадцать месяцев провёл в нацистских лагерях Дахау, Дора-Миттельбау и Берген-Бельзен. Пребывание в концлагерях стало ключевым моментом в его творчестве, которое часто сравнивают с Примо Леви, Имре Кертесом и Хорхе Семпруном.
После войны возвратился в освобождённый союзниками родной город, учился в Падуе, затем преподавал в Триесте. Темой его диссертации (1947) было творчество Эдварда Коцбека, с которым он впервые встретился в это же время. Когда книги Коцбека с 1951 года стали подвергаться нападкам коммунистических властей Югославии, Пахор стал критиковать официальный Белград и отошёл от местных левых кругов. В его журнале «Залив» (1966—1990), призванном защищать «традиционный демократический плюрализм», публиковались многие словенские диссиденты.
В 1969 году Пахор был среди соучредителей триестской партии «Словенская левая» (Slovenska levica), выступая против линии титоистских групп в Триесте на участие в итальянских партиях вроде ИКП и ИСП. Когда она влилась в состав «Словенского союза» (Slovenska skupnost), Пахор несколько раз выдвигался от него (в последний раз на выборах в Евросоюз 2009 года по спискам Южнотирольской народной партии).
Хотя Пахор продолжал определять себя как «социал-демократа в скандинавском значении слова», его политические позиции поправели: он поддерживал кандидатуру либерального политика Митьи Гаспари на выборах президента Словении и консервативную Словенскую народную партию на парламентских выборах 2011 года, а также критиковал избрание Петера Боссмана, темнокожего мэра Пирана как «иностранца», поскольку тот прожил почти всю свою жизнь в Словении, заявление Пахора восприняли как расистское.
Скончался 30 мая 2022 года на 109-м году жизни.

## Творчество

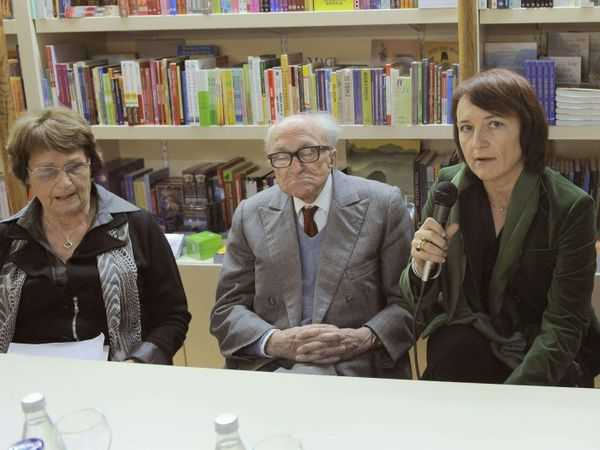
Борис Пахор и историки Марта Вергинелла и Милица Кацин Вохинц

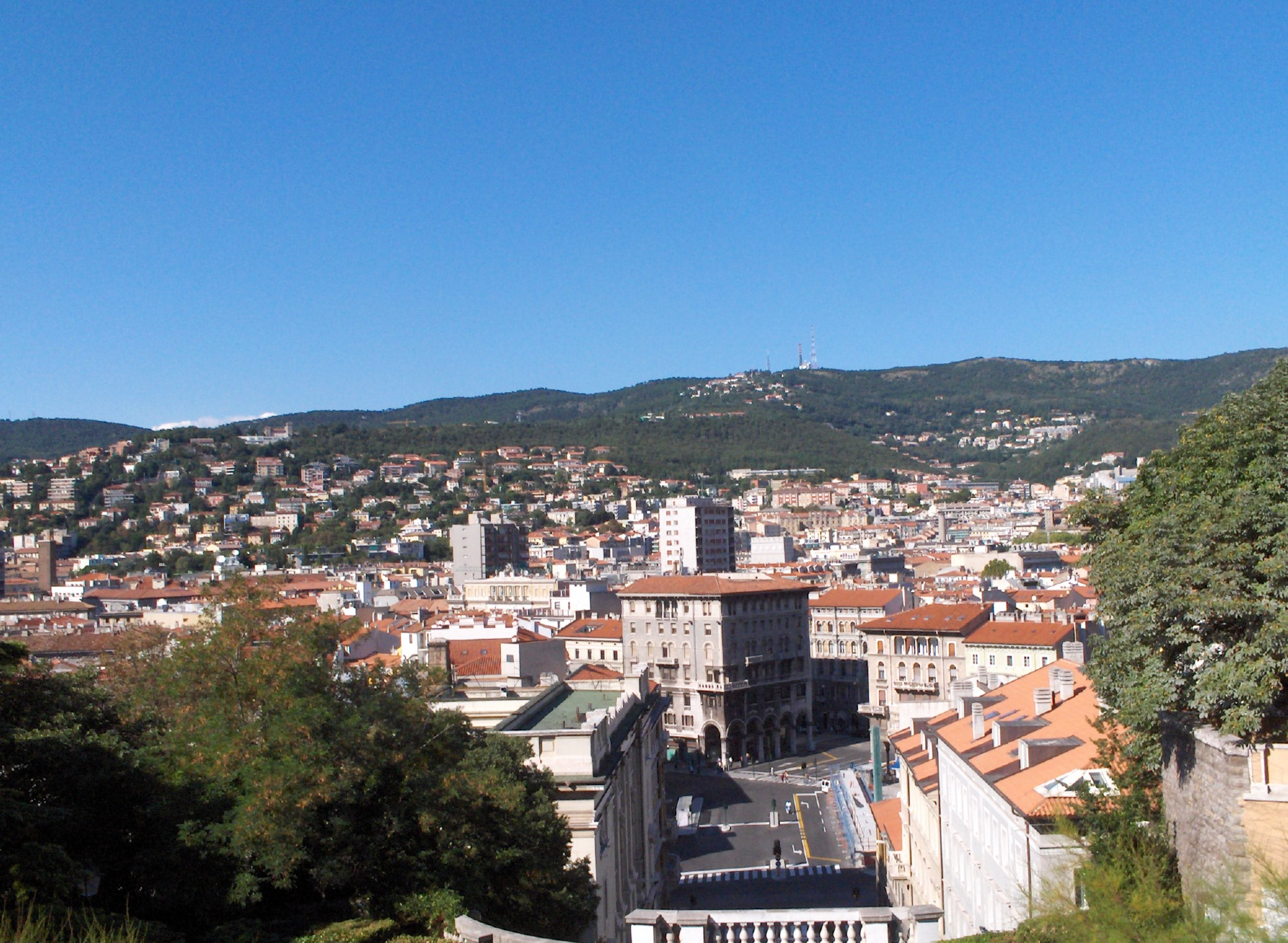
Триест

Наиболее известен романом о концлагере «Некрополь» (1967), переведенным на эсперанто, английский, немецкий, французский, итальянский, каталанский языки (его ставят рядом с книгами Примо Леви, Хорхе Семпруна, Имре Кертеса), а также триестинской трилогией, объединившей романы «Затемнение» (1975), «Трудная весна» (1978) и «В лабиринте» (1984). Автор монографии о С. Козовеле (1993) и других работ о литературе.

## Признание и награды
Романы Бориса Пахора переведены на многие языки мира, он выдвигался кандидатом на Нобелевскую премию. Пахор получил премию Франца Прешерна (1992), премию Юго-Восточного радио земли Баден-Баден (2002), Орден Почётного легиона (2007), премию Виареджо (2008). Почётный гражданин Марибора (2010).

## Произведения
- Moj tržaški naslov / Мой триестинский адрес (1948)
- Mesto v zalivu/ Город в заливе (1955)
- Vila ob jezeru / Вилла над озером (1955)
- Nomadi brez oaze / Кочевники без оазиса (1956)
- Nekropola/ Некрополь (1967)
- Zatemnitev/ Затемнение (1975)
- Spopad s pomladjo/ Трудная весна (1978)
- V labirintu / В лабиринте (1984)
- Zibelka sveta (1999)
- Dihanje morja/ Дыхание моря (2001)

## Публикации на русском языке
- Некрополь. М.: Гласность, 2011